# Bill Gates háza
Bill és Melinda Gates villája a washingtoni Medinában található, és a Washington-tóra néz. A 6100 m² alapterületű kastélyba az elérhető legmodernebb technológiákat is beépítették.
2009-ben az ingatlanadót 1,063 millió dollárra becsülték.

## Kialakítása és jellemzői
A házat a Bohlin Cywinski Jackson és a Cutler-Anderson Architects (Bainbridge Island, Washington) közösen tervezte.
A kastély modern designt kapott a Pacific Lodge stílusban, olyan klasszikus jegyekkel, mint a privát könyvtár kupola alakú tetővel és opaionnal. A házban található egy birtokméretű szerverrendszer, egy 18 méteres  úszómedence víz alatti zenei rendszerrel, egy 230 m²-es edzőterem és egy 93 m²-es étkező.
Felépítése hét évbe telt és 63 millió dollárba került.
A ház látogatói egy különleges kitűzőt kapnak, melyet a falakba épített szenzorok folyamatosan nyomon követnek. Így a fények és a zene mindig a látogató igényeihez igazodik, bármerre is jár a lakásban.
Az otthonhoz jár több parkoló, mélygarázs, moziterem és homokos partszakasz is, melyhez a homokot minden évben pótolni kell.

## A kultúrában
A házat 1997 januárjában a Dilbert című képregény is kifigurázta, amikor a főszereplő kénytelen volt törölközős fiúnak állni, miután nem olvasta el a megvásárolt Microsoft-szoftverről szóló végfelhasználói licencszerződést..
Egyes online újságcikkek Xanadu 2.0-nak nevezik a házat, utalva a Aranypolgár című mozifilmre. A főszereplő, Charles Foster Kane otthonáról lett elnevezve, aki szintén egy rendkívül gazdag üzletember volt. A Xanadu 2.0 név a "citogenezis" egyik példája.